# Los Tarters
Los Tarters o Tarters de Serra és un paratge al terme municipal de Tremp, al Pallars Jussà, dins de l'antic terme de Gurp de la Conca. Està situat al nord-est del poble de Santa Engràcia i a ponent del Mas del Balust. Per damunt d'aquest lloc discorre el camí rural que mena al Mas de Balust, des de la carretera de Salàs de Pallars a Santa Engràcia. És a la dreta del barranc de la Perera i a l'esquerra del barranc de les Bruixes.